# 莫羅科查山 (阿帕塔區)
11°41′59″S 75°15′00″W / 11.69972°S 75.25000°W
莫羅科查山（Muruqucha），是秘魯的山峰，位於該國中部胡寧大區，由豪哈省的阿帕塔區負責管轄，屬於安地斯山脈的一部分，海拔高度4,800米。